# 本城寺 (江戸川区)

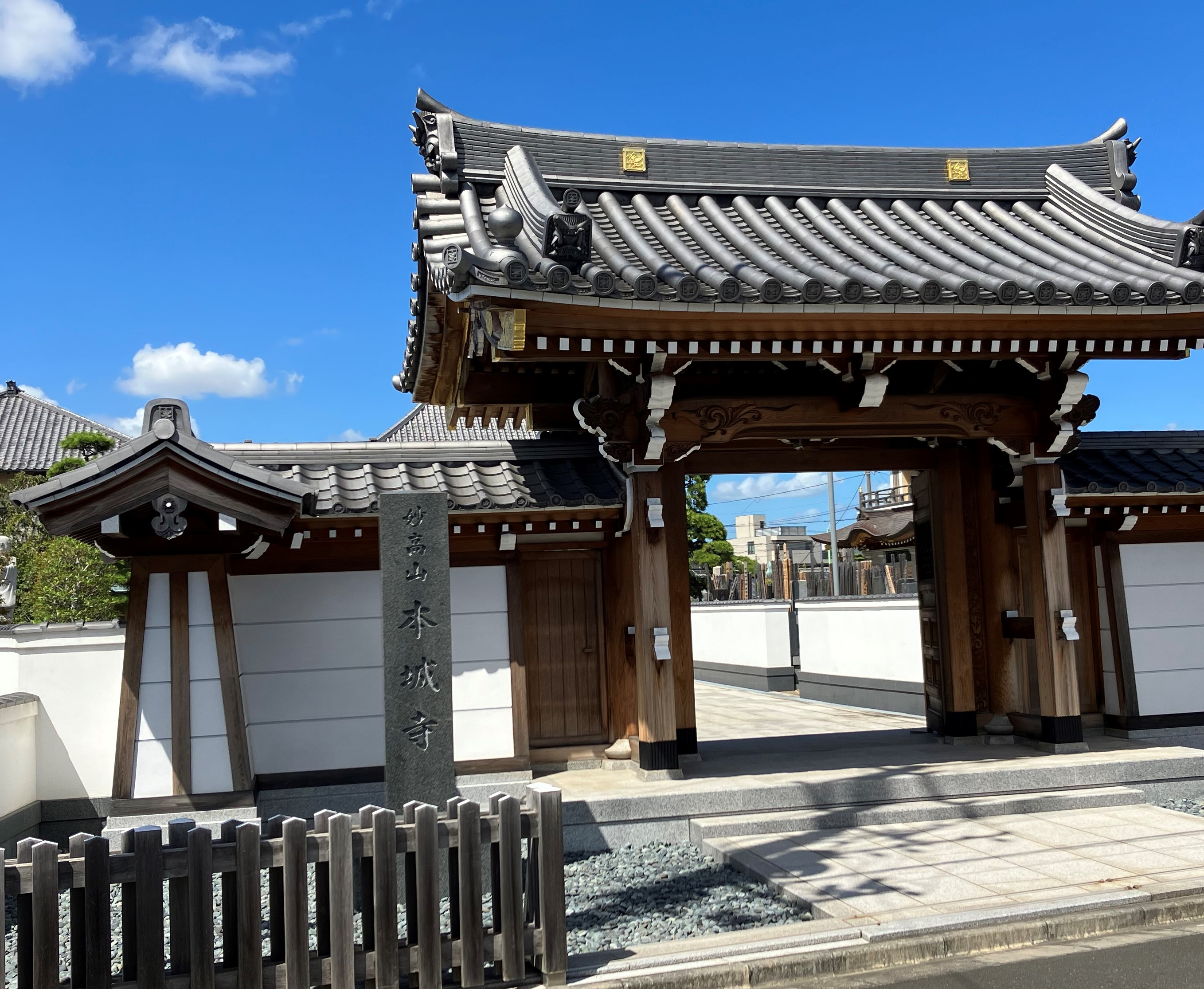
山門

本城寺（ほんじょうじ）は、東京都江戸川区にある日蓮宗の寺院。

## 概要
1555年（弘治元年）、日暁によって開山された。日暁は本土寺十二世貫主で、鹿骨に隠棲のための寺を建てたのが起源である。
その後、幕府の不受不施派禁教令により、不受不施派の牙城だった本土寺と関係の深い当寺もそのあおりを受け、寺運が一時衰微した。
しかし間もなく復興し、1669年（寛文9年）に本堂が再建されている。

## 交通アクセス
- 篠崎駅より徒歩10分。